# گمینا گوجشه ویلکیه
گمینا گوجشه ویلکیه (به لهستانی:  Gmina Godziesze Wielkie) یک گمینا در لهستان است که در شهرستان کالیش واقع شده‌است. گمینا گوجشه ویلکیه ۱۰۵٫۰۷ کیلومتر مربع مساحت و ۸٬۳۸۵ نفر جمعیت دارد.